# Neivamyrmex melanocephalus
Neivamyrmex melanocephalus é uma espécie de formiga do gênero Neivamyrmex.